# Femmes dans le mouvement des Gilets jaunes
Pour un article plus général, voir Mouvement des Gilets jaunes.

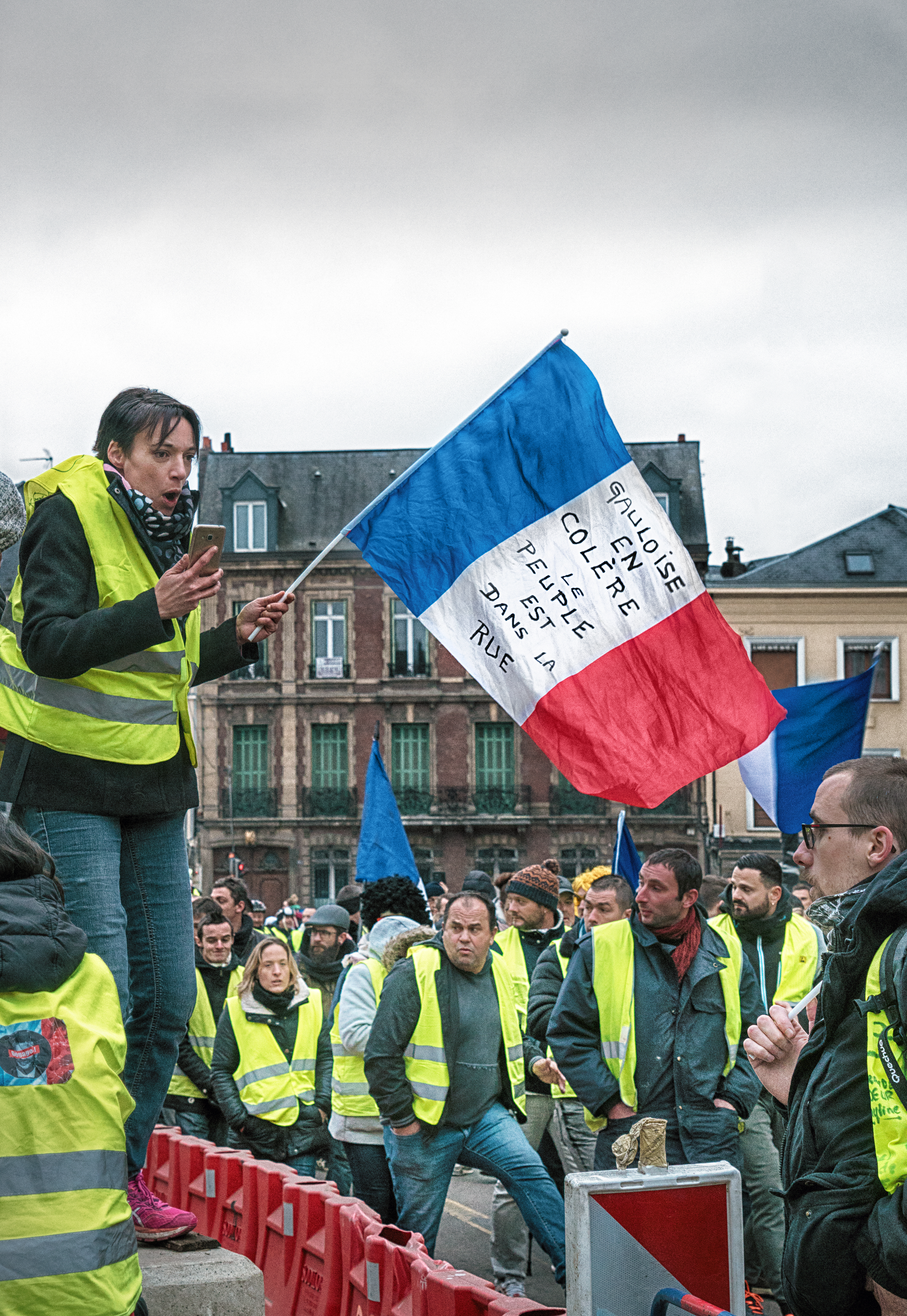
Une femme prenant la parole lors d'un rassemblement de Gilets jaunes à Rouen.

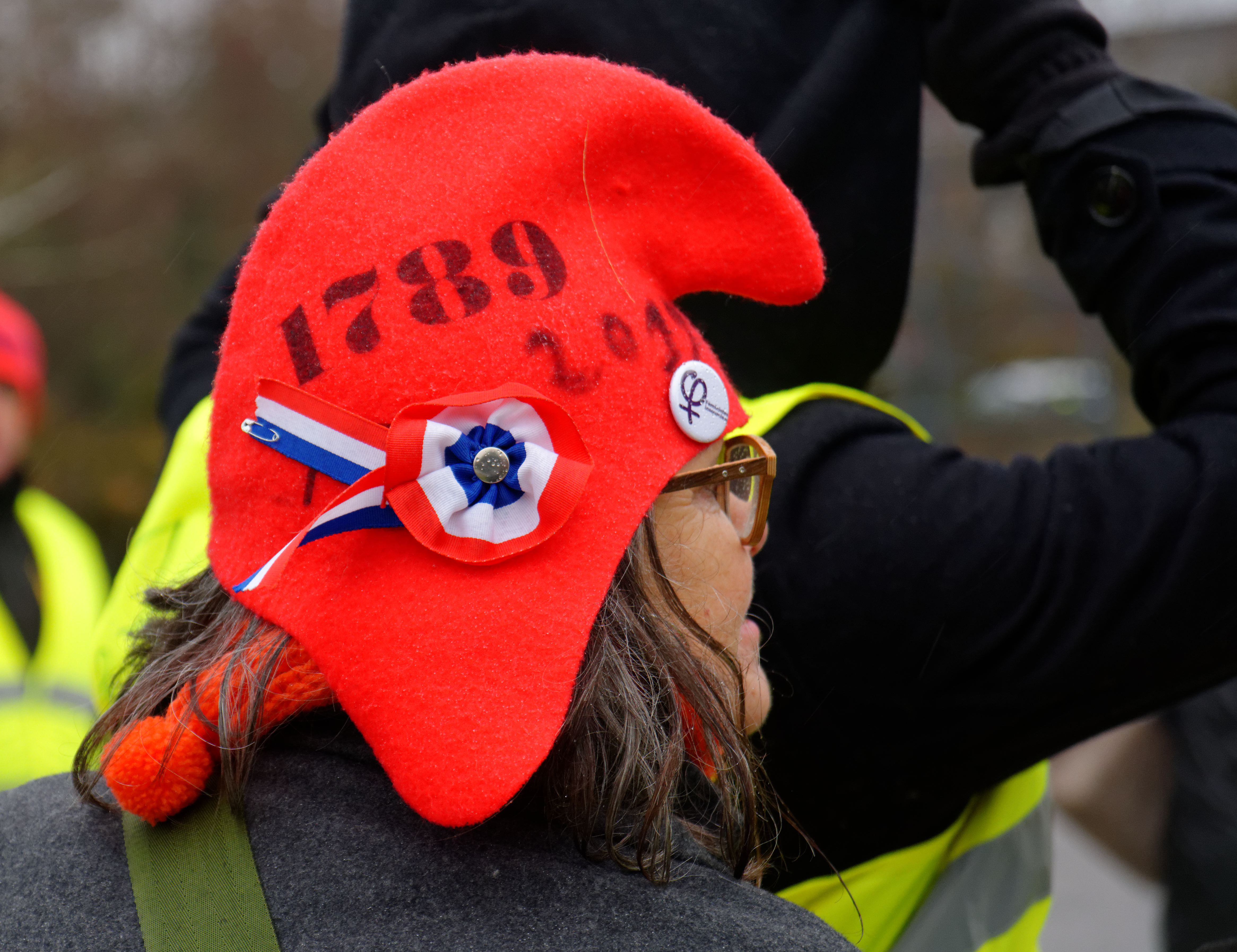
Bonnet phrygien et gilet jaune, une tenue régulièrement croisée dans les manifestations des femmes Gilets jaunes.

La présence des femmes dans le mouvement des Gilets jaunes a été largement commentée par les médias. Impliquées dès le début du mouvement, leurs revendications, axées sur l'amélioration de leur niveau de vie et la dénonciation de la baisse du pouvoir d'achat et du coût de la vie, témoignent à la fois de la précarité économique vécue plus souvent par des femmes que des hommes et de l'inégalité entre hommes et femmes sur le plan économique.
Le mouvement est initié par deux femmes sur les réseaux sociaux, Priscillia Ludosky et Jacline Mouraud. La première lance le 29 mai 2018 une pétition en ligne réclamant une baisse des prix du carburant à la pompe. La seconde publie une vidéo virale sur Facebook contre le projet d'écotaxe et la hausse du prix du carburant. Elles sont ensuite présentes à la fois sur le terrain, sur les réseaux sociaux et dans les médias. D'autres femmes prennent le rôle de porte-paroles du mouvement, notamment Laëtitia Dewalle, Marine Charrette-Labadie et Ingrid Levavasseur. De plus, des femmes du mouvement sont à l'origine de la formation de partis politiques, le Ralliement d'initiative citoyenne et Les Émergents.

## Aux débuts du mouvement
Des femmes interviennent dans le mouvement des Gilets jaunes dès les débuts, agissant en tant que porte-paroles en amont des manifestations et en publiant des pétitions et des revendications sur Facebook.
Le 29 mai 2018 Priscillia Ludosky lance une pétition intitulée « Pour une baisse des prix du carburant à la pompe ! »,,, qui est rapidement médiatisée localement puis nationalement,,.
Ludosky est contactée par Éric Drouet qui souhaite également organiser des actions et ils appellent à manifester le 17 novembre 2018. Elle rencontre avec lui, le 27 novembre suivant, le ministre de la Transition écologique et solidaire afin de lui remettre une pétition destinée au gouvernement. Parallèlement, Jacline Mouraud poste en octobre 2018 une vidéo très médiatisée sur Facebook contre le projet d'écotaxe, où elle apostrophe Emmanuel Macron directement,,.

## Importance numérique, visibilité médiatique et invisibilisation
45 % des personnes participant au mouvement des Gilets jaunes sont des femmes. Cette importante présence féminine est abondamment commentée par la presse et par certaines personnalités politiques de droite comme de gauche, qui y voient un trait qui distinguerait le mouvement des Gilets jaunes des précédents mouvements sociaux en France. Toutefois, pour l'historienne Mathilde Larrère, cette vision est un travers que l'on rencontre fréquemment dans l'histoire : le sentiment renouvelé d'une plus grande participation des femmes viendrait en réalité de leur invisibilisation.
La sociologue Magali Della Sudda affirme que ce taux de participation est assez stable, le disant identique à celui de la Manif pour tous. Par contre, il est assez inhabituel selon elle que les femmes investissent des lieux de « types barrages routiers et blocages, qui jusqu'à présent, dans d'autres mouvements sociaux étaient des types d'actions masculins ». Femmes et hommes ont des revendications similaires, la principale étant d'avoir suffisamment d'argent pour arriver à la fin du mois. Toujours d'après cette sociologue, les femmes apportent leur propre style, n'hésitant pas à tenir les rôles classiques supposément propres à leur genre : danser, faire la cuisine, sensibilités très différentes, solidarité ou convivialité.
Acrimed s'est penché sur la couverture du mouvement et la place des femmes par 3 titres de la presse féminine : Elle, Marie Claire, et Madame Figaro. Cette couverture est « tardive et limitée », et seuls trois articles donnent la parole aux femmes des classes moyennes et populaires, présentant témoignages et mises en perspective sur les conditions de précarité et de pauvreté qu'elles rencontrent. Dans la majorité des cas, le sujet des femmes Gilets jaunes est abordé sous un angle axé sur des « épisodes symboliques, spectaculaires et/ou anecdotiques », telles que manifestations artistiques ou points de vue de personnalités. Un autre angle est celui du « commencement » du mouvement attribué à une « personnalité fondatrice » (Priscillia Ludosky), « deux biais, habituels dans le format du portrait ou du récit journalistique, qui contribuent à jeter le voile sur les phénomènes sous-jacents » —chômage, temps partiel, précarisation des femmes— expliquant la très forte mobilisation. Les marches de femmes mises en place le dimanche à partir du 6 janvier, si elles font l'ouverture des journaux de 13 et 20 heures de France 2 et du « Soir 3 » et sont relayées par plusieurs médias, sont les grandes absentes de ce traitement : Le Figaro Madame se contente de reprendre une dépêche de l'AFP pour son premier article parlant de femmes Gilets jaunes, et les deux autres médias n'en parlent pas du tout. Alors que Elle s'enflamme dans un éditorial sur la présence dans les médias des femmes Gilets jaunes, annonciation possible d'un « nouveau monde », et que Marie-Claire déplore la faible visibilité des femmes dans les classements des personnalités, pour Acrimed, c'est ce mode de traitement fondé sur la notoriété qui est à l'origine de l'invisibilisation des femmes des classes moyenne et populaire.
Le 9 mars, pour l'acte XVII, au lendemain de la Journée internationale des femmes les Gilets jaunes, cherchant un second souffle, placent des femmes en tête de leur cortège à Paris.

## Profil des manifestantes
Malgré la diversité des manifestantes, le profil-type qui peut être retenu est celui de femmes travaillant dans le domaine du care qu'on appelle aussi « cols roses » dans le monde professionnel : métiers de l'aide à la personne — femmes de ménage, assistantes maternelles, assistantes de vie —  et professions paramédicales telles qu'aides-soignantes ou infirmières. Pour Jean Gadrey, cela proviendrait de « l’assignation inégalitaire des femmes au temps partiel, plus ou moins fondée sur la vieille idéologie du « salaire d’appoint », et [de] la non reconnaissance (dans les rémunérations, dans les conventions collectives, etc.) de la valeur pourtant considérable du travail dans ces métiers, notamment dans les professions du care ». La liste des dix métiers offrant les plus basses rémunérations médianes montre à la fois une forte présence de ces métiers et une écrasante proportion de femmes qui les occupent.
Le « care » étant une nébuleuse de professions, il est difficile de s'y ressentir comme appartenant à un groupe et d'y construire une conscience collective. Les femmes Gilets jaunes restent souvent confrontée à une dépréciation : « On n'est pas des moins-que-rien, on est des gens modestes, on travaille, nous ». Elle se défendent en montrant qu'elles ont le souci de faire attention, qu'elles connaissent le prix de la nourriture et de chaque chose qui entre dans le ménage ; un billet de 20 euros est un nombre précis de jours pendant lesquels elles peuvent tenir. Ça n'est pas un discours d'autorité, c'est un discours de dignité : « Gagner quand même un peu de dignité pour moi. Se sentir être digne, c'est quand même essentiel. »  De plus l'intervention contre une taxe sur l'essence en faveur de l'écologie, à l'origine de leur mouvement, les place d'emblée dans le cadre d'une faute. Elles répondent en se plaçant au coeur de cette problématique écologique : « Nous, les femmes, on gère le budget. Les poivrons, bourrés de pesticides, on les prend, on ne les prend pas. » ou, autre slogan : « Une planète plus verte et une fin de mois moins rouge. ». En assurant la continuité de la survie domestique, elles se placent au fondement de toute action écologique : « Choisir des yaourts ou un trajet automobile ».
Une seconde caractéristique est la présence de femmes de tous âges, à l'exception de la tranche 25-40 ans presque absente. Magali Della Sudda, chercheuse en sociologie qui mène avec 70 collègues une étude sur les gilets jaunes, attribue cette absence aux charges de famille et à la charge mentale associée qui pèsent sur elles.
À l'inverse, les célibataires et les mères de familles  monoparentales sont très représentées, tout comme les retraitées, qui sont plus concernées par les faibles retraites et plus visées que les hommes par les politiques menées en la matière,.
Lors de son allocution du 10 décembre 2018, le président Emmanuel Macron s'est essayé à un profil sociologique des manifestantes :

« C’est celle [la colère] de la mère de famille célibataire, veuve ou divorcée, qui ne vit même plus, qui n'a pas les moyens de faire garder les enfants et d'améliorer ses fins de mois et n'a plus d'espoir. Je les ai vues, ces femmes de courage pour la première fois disant cette détresse sur tant de ronds-points ! »

— Emmanuel Macron, Faire de cette colère une chance

## Motivations
La plupart des femmes du mouvement manifestent pour protester contre la pauvreté  et la précarité de leurs conditions de vie,. Ce type de revendication se retrouve souvent dans l'histoire, où, selon  Mathilde Larrère, « les femmes sont plutôt associées aux révoltes frumentaires, c'est-à-dire lorsque les vivres viennent à manquer ». Sur ces difficultés les femmes affirment leur singularité, même au sein des Gilets jaunes, disant qu'elles les subissent de façon beaucoup plus forte que les hommes. Mais il s'y ajoute le sentiment de mépris de la part des autorités (sans exclusivité de genre), ainsi que le rejet des discriminations, comme le résume le slogan « Précarisées, discriminées, révoltées, Femmes en première ligne » lu sur des banderoles lors d'une manifestation du 6 janvier.
En effet, les femmes subissent davantage la précarisation. Sur ce sujet, un rapport publié par Oxfam France (décembre 2018), qui reprend des données d'Eurostat, indique que le pourcentage de travailleuses pauvres en France (soit avec des revenus inférieurs à 60 % du revenu médian) était passé de 5,6 % de la population en 2006 à 7,3 % de la population en 2017,,. Cette pauvreté touche surtout les femmes retraitées et les cheffes de  familles monoparentales.
Dans le cadre du mouvement elles pratiquent une référence à l'histoire peut-être plus accentuée que les hommes, par la mise en scène de Marianne, et par le rappel des journées des 5 et 6 octobre 1789 qui avaient vu la marche des femmes vers Versailles.
La question initiale du prix de l'essence est souvent abordée, mais elle n'est qu'une des composantes de cette précarité et a agi comme un catalyseur à un « ras-le-bol » et à la peur du déclassement social. Dans un reportage de Paris Match consacré à trois portraits de femmes Gilets jaunes, l'une d'elles explique son parcours, qui l'a amenée dans un village isolé aux confins de la région parisienne. Elle indique que « Sans voiture, il n'y a rien qui nous attend. On est coincé, pas de travail, rien. On nous a fait vivre loin des villes et maintenant on nous le fait payer. » avant de détailler ses revenus et son parcours et de conclure « On ne fait que ça, faire attention. On est fatigués de travailler pour rien. ». Une mère célibataire précise au Journal du dimanche qu'elle n'a pas les moyens d'avoir une voiture, mais qu'elle a renoncé aux CDD et missions en horaires décalés des métiers saisonniers pour pouvoir garder sa fille et « ne pas prendre le risque de tout perdre », à savoir les aides qui lui permettent de survivre. Une autre, qui devant le prix de l'essence a accepté un emploi moins payé mais plus proche de chez elle, se dit fière de vivre de son travail et non des aides de l'État ; elle conclut « La classe moyenne devient pauvre, et chacun a perdu l'espoir de pouvoir s'élever ».

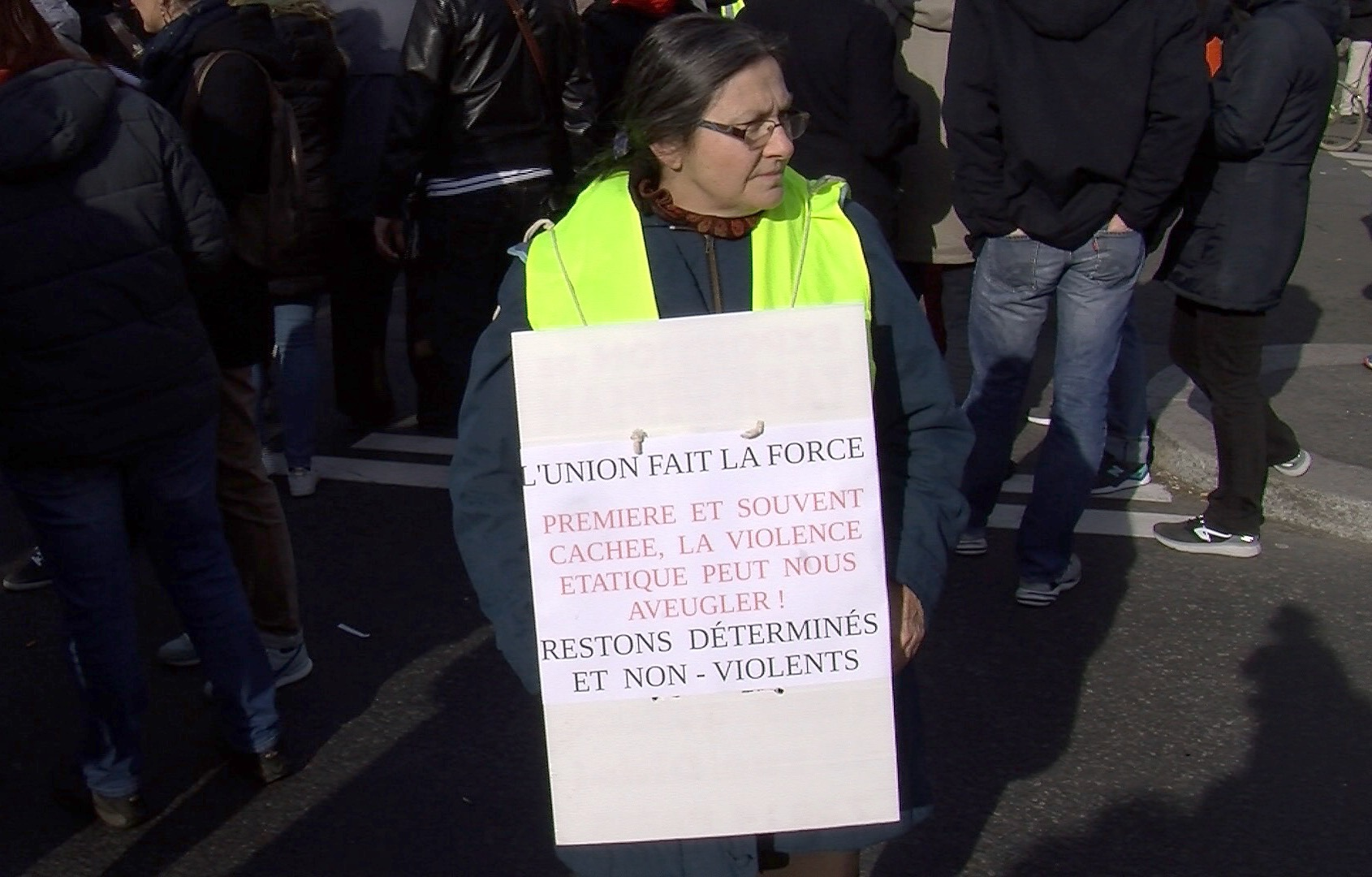
Participante appelant à la non-violence, en février 2019.

Mais le point qui semble déclencher la tenue de manifestations spécifiques aux femmes à partir du 6 janvier est le rejet des violences intervenues dans un mouvement qui s'est radicalisé, ainsi que la volonté de donner une image plus pacifique du mouvement des Gilets jaunes. Les participantes souhaitent que leurs revendications soient entendues au-delà de l'image de casseurs renvoyée par les médias,, même si l'une des manifestantes s'interroge sur l'efficacité d'un mouvement pacifique,. Ce rejet des violences vise aussi bien celles commises par les manifestants, que par la police
En septembre 2019, le gouvernement avait mis en place un système pour garantir le versement des pensions alimentaires aux parents restés seuls avec leurs enfants après un divorce, c'est-à-dire, la plupart du temps, des femmes. Cette mesure était présentée comme une réponse aux mères célibataires Gilets jaunes. Ingrid Levavasseur, connue dans le mouvement pour ses interventions en faveur des mères seules, restera très active sur ce dossier, même après avoir pris ses distances avec le mouvement.
Alors que l'immense majorité des femmes Gilets jaunes n'avaient pas d'expérience des manifestations ni de la pratique d'actes illégaux, plusieurs d'entre elles ont fait l'objet de charges policières ou ont été placées en garde à vue pour un délit, comme la destruction de radars routiers. Le Monde souligne qu'il a été rapporté des cas de douleur au cours des douches dans les commissariats à la suite de l’agrégation de gaz lacrymogènes à leur corps. Le quotidien indique également que pour les mères de famille célibataires vivant dans des situations précaires, le mouvement a été une expérience de lutte communautaire visant à offrir un meilleur avenir à leurs enfants. Certaines se sont découvertes un idéal, comme la révolution. Elles en retirent un sentiment souvent ambivalent : un mélange d'enthousiasme et d'amertume.

## Féminisme
L’acte II, le 24 novembre, a lieu le même jour que la Journée internationale pour l'élimination de la violence à l'égard des femmes, posant la problématique de la visibilité des manifestations féministes. Sur les réseaux sociaux, les organisatrices du Collectif #NousToutes interpellent les Gilets jaunes afin que ces manifestations ne soient pas entravées. Suivant l’acte II, des Gilets jaunes dressent la liste de leurs revendications, dont l'une concerne l'égalité salariale entre hommes et femmes.
À l'occasion de la coexistence accidentelle des deux manifestations, les femmes impliquées dans le mouvement des Gilets jaunes sont reconnues comme plus représentatives des difficultés des femmes en France que les « néo-féministes » - terme employé par Valérie Toranian, directrice de la Revue des Deux Mondes -, accusés de détourner les revendications de la manifestation contre les violences à l'égard des femmes pour mettre en avant leurs propres conceptions. Dans une acceptation plus nuancée, la présence de nombreuses femmes actives dans le mouvement des Gilets jaunes invite les féministes à se souvenir des contraintes économiques qui pèsent sur la vie de nombreuses femmes.
Un groupe Facebook Femmes gilets jaunes est créé par une infirmière marseillaise,,. Les discussions privées sur Facebook portent notamment sur l'opportunité de présenter distinctement leurs revendications en tant que femmes du mouvement des Gilets jaunes. Les futures manifestantes discutent de la façon dont elles vont s’identifier en tant que femmes, certaines participantes suggérant de porter des signes distinctifs, comme des jupes. Cette identification des femmes est également une stratégie consciente afin de prévenir les violences policières envers la foule manifestante. Elles cherchent aussi un autre canal de communication que la violence, qui est trop mise en avant par les médias selon elles, et qui efface ainsi la valeur de leur démarche.
L'historienne Fanny Gallot affirme que l'invisibilité usuelle des femmes est remise en question par ce mouvement, même si ce n'est pas la première fois que les femmes s'impliquent dans un mouvement social.
En novembre 2019, la politologue Magali Della Sudda indique que si « les tentatives de rassemblement entre féministes et gilets jaunes n'ont pas toujours abouti », elle observe, « depuis quelque temps », « une jonction entre les deux mouvements : la question des féminicides a été remise à l'agenda par des collectifs féministes qui manifestent tous les samedis en même temps que les gilets jaunes ».

## Les «communicantes»
Le mouvement des Gilets jaunes a jusqu'à présent refusé de se structurer et de désigner des leaders. Toutefois, plusieurs personnes ont endossé le rôle de communicant, soit qu'elles se soient désignées comme tel, soit que, soutenues informellement par leur mouvement local, elles aient été régulièrement invitées par les médias comme possibles représentants de la parole des Gilets jaunes. Parmi ces représentants, plusieurs femmes s'illustrent.

### Priscillia Ludosky

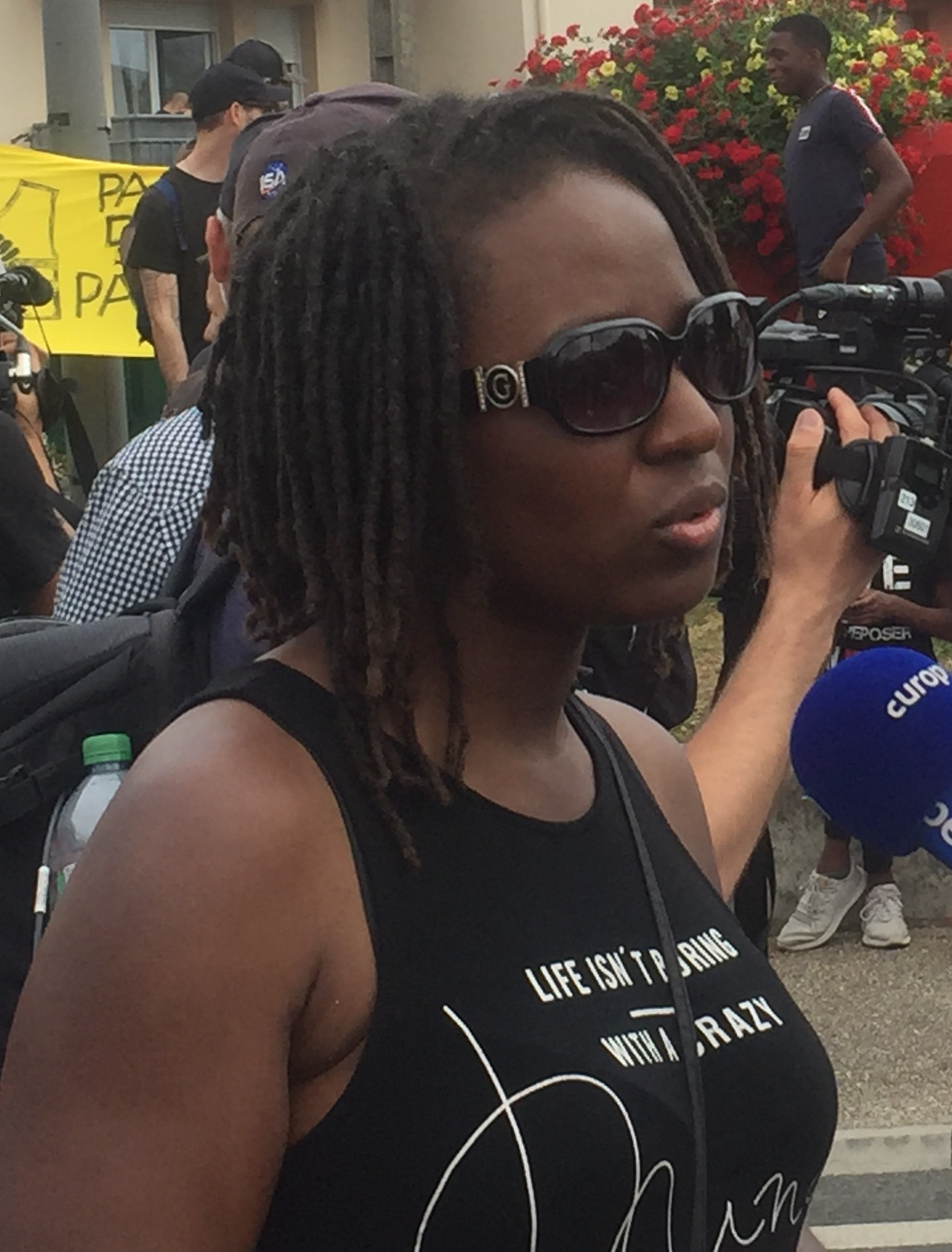
Priscillia Ludosky le 20 juillet 2019 à Persan.

Après un brevet de technicien supérieur (BTS) en commerce international, elle travaille onze ans au sein d’une banque avant d'entamer une reconversion professionnelle fin 2017. À la veille d'une période de forte hausse du prix des carburants, elle crée une boutique en ligne de produits cosmétiques bio, ce qui l'amène à utiliser fréquemment son véhicule personnel[réf. nécessaire]. Le 29 mai 2018, elle lance une pétition en ligne contre la hausse des carburants, à laquelle le Président de la République répond fin décembre. Cette pétition, qui enregistre douze mille signatures en octobre 2018, cinq cent mille début novembre, et plus d'un million deux cent mille au début du mois de juin 2019, fait d'elle une des premières figures du mouvement des Gilets jaunes.
Elle conteste l'idée qu'être hostile aux taxes soit incompatible avec une sensibilité aux questions environnementales. Priscillia Ludosky estime possible de diminuer le prix des carburants en réduisant la part des taxes, affirmant que ces taxes sont abusives pour les gens pauvres, remarquant que les compagnies aériennes n'y sont pas assujetties, et dénonçant le fait que le gouvernement ne les utilise pas pour mener la transition écologique. Lorsque le mouvement tente de se structurer, elle apparaît comme l'un de ses porte-paroles. Avec Éric Drouet, elle rencontre le ministre de la transition écologique le 27 novembre 2018. Fin 2018, elle partage le titre de « Femme de l'année » avec Angela Merkel dans un sondage commandé par Paris Match.
Priscilla Ludosky multiplie les apparitions dans des manifestations en province. Le 14 janvier 2019, elle annonce sur Facebook prendre ses distances avec Éric Drouet et dénonce des pressions et des menaces de sa part. Leurs avis divergent quant à la stratégie à adopter : Éric Drouet préfère concentrer le mouvement sur Paris tandis que Priscillia Ludosky souhaite le diversifier en le  maintenant sur l'ensemble du territoire français, et en l'étendant vers des pays voisins, par exemple via des actions aux frontières,. Le 17 janvier 2019, Ludosky se rend au Conseil économique, social et environnemental français pour une réunion qu'elle juge productive.
Le 9 mars, dans le cadre de l'acte XVII, elle organise une action pour la défense du climat en commun avec Alternatiba (mouvement écologiste) et une de ses branches Action non-violente COP21. Cette action est un sit-in qualifié de "non-violent" bloquant le pont d'Iéna à Paris. Elle veut ainsi montrer la parenté du combat des Gilets jaunes et des écologistes. De plus, ce même jour, voulant élargir la palette d'action des Gilets jaunes elle propose d'occuper une place pendant plusieurs jours dans l'esprit de l'occupation des ronds-points. Pour ce faire elle organise un sit-in et un campement sur le Champ-de-Mars (Paris) et dans divers lieux dans d'autres villes ,.
En mai 2019, le mouvement des Gilets jaunes semblant faiblir, elle déclare placer ses espoirs dans une implication politique du plus grand nombre au niveau local.

### Jacline Mouraud
Elle devient célèbre grâce à une vidéo de quatre minutes qu'elle publie le 18 octobre 2018 sur Facebook, et qui est vue cinq millions de fois. Elle fait cette vidéo elle-même avec son smartphone sous forme « coup de gueule », avec un cadrage serré et un ton direct, forme qu'elle utilise couramment sur ce support. Elle y dénonce la hausse des prix du carburant, la « traque aux conducteurs », la « chasse aux véhicules diesel », et interpelle le gouvernement.
Elle est accordéoniste musette, hypnothérapeute, ainsi qu'agent de sécurité incendie pour compléter ses revenus lors de fins de mois difficiles, et vit avec moins de mille euros par mois. Elle se déclare être « une personne lambda ». Elle habite dans le Morbihan,.
Début décembre, elle fait partie d'une délégation de manifestants Gilets jaunes qui ont rencontré le Premier ministre français, Édouard Philippe. Lors de la préparation de cette visite elle est victime de commentaires violents, dont des menaces de mort, et décide de fermer sa page Facebook.
Dès ce moment, elle se démarque des Gilets jaunes et fait part de son souhait d'entrer en politique, ce qui suscite beaucoup de critiques. En janvier 2019 elle fonde son parti, Les Émergents, et appelle à une trêve, mais ces orientations sont un échec. Son parti ne recueille que très peu d'adhérents, et une partie de ses cadres démissionnent en avril 2019, dénonçant son « culte de la personnalité ». Elle est depuis devenue porte-parole du think tank Comité Bastille.
Elle incite à voter aux élections européennes de 2019. Pendant la campagne, elle propose la création d'un porte-parolat du citoyen et de favoriser la démocratie participative. Elle annonce en décembre 2020 sa candidature à l'élection présidentielle de 2022. Elle se retire en décembre 2021 pour s'engager aux côtés d'Éric Zemmour.

### Laëtitia Dewalle

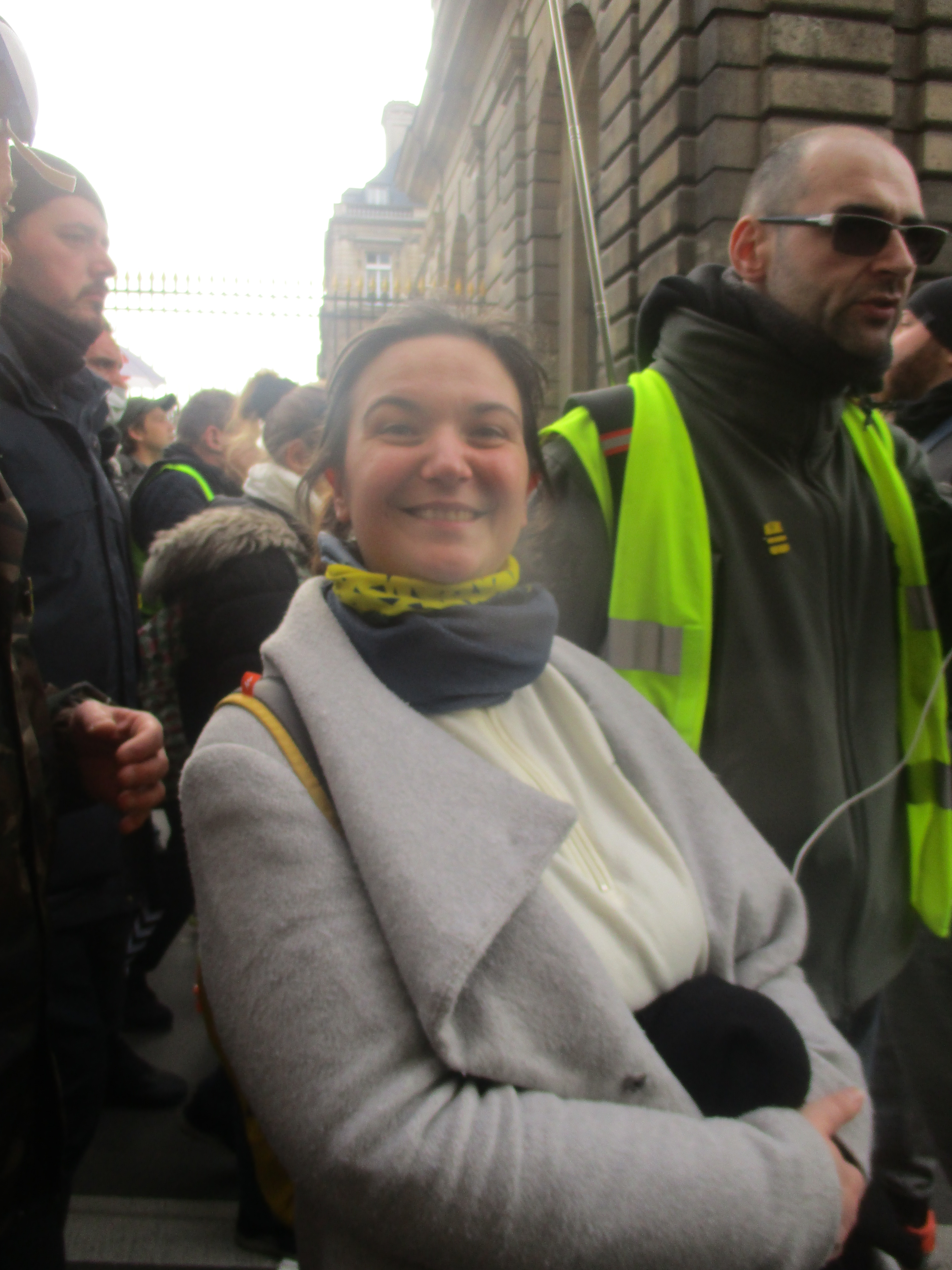
Laetitia Dewalle, le 9 février 2019 devant le Sénat à Paris.

Auto-entrepreneuse de 37 ans, Laëtitia Dewalle organise la première assemblée générale des Gilets jaunes dans le Val-d'Oise. Après l'acte I, elle prend part à un groupe réclamant un référendum portant sur la légitimité de la présidence d'Emmanuel Macron. Elle déclare le 10 décembre 2018 qu’elle a peu confiance dans le fait qu'Emmanuel Macron annonce une quelconque mesure susceptible de satisfaire les Gilets jaunes.
Le même jour, le président de la République reconnaît les problèmes spécifiques auxquels sont confrontés de nombreux types de femmes :  « La colère sincère de la mère de famille célibataire, veuve ou divorcée qui ne vit plus, qui n’a pas les moyens de faire garder les enfants et d’améliorer ses fins de mois. Je les ai vues ces femmes de courage. » Dans le cadre du Grand débat national, Emmanuel Macron annonce vouloir donner une « prérogative de puissance publique à la Caisse d’allocations familiales pour qu’elle puisse recueillir les impayés des pensions familiales ». Mais de fait, « elles n’ont pas été particulièrement ciblées par le gouvernement dans son bouquet de mesures pour le pouvoir d’achat », les familles monoparentales ayant un emploi à temps partiel étant exclues de ces mesures.

### Marine Charrette-Labadie
Habitante d'un village situé à 25 km de son lieu de travail dans la région de Brive-la-Gaillarde, elle a 22 ans et est serveuse de restaurant au début du mouvement des Gilets jaunes. Son engagement, qui précède  les manifestations du 17 novembre 2018s,,, prend surtout place sur Facebook où elle monte la page locale de Brive,. En tant qu'organisatrice locale, elle fait partie d'un groupe de manifestants qui lève les barrières de péage à Brive le 17 novembre 2018,. Plus tôt cette semaine-là, Charrette-Labadie participe à des manifestations devant le bureau des impôts de la ville,.
Comme d'autres représentants locaux, elle est contactée par des partis politiques désireux de récupérer ce mouvement social naissant. Elle apparaît ensuite  comme l'un des 8 porte-paroles du mouvement déclarés le 26 novembre 2018,,,. Sa présence est critiquée par d'autres membres du mouvement, notamment par un manifestant  de l'un des ronds-points de Brive, qui déclare ne pas avoir été consulté et douter de la légitimité des représentantes,. Le 27 novembre 2018, elle est l'une des 6 Gilets jaunes qui participent à une émission de LCV intitulée « La grande explication ».
Marine Charrette-Labadie annonce qu'elle se retire du mouvement au niveau national le 29 novembre 2018, indiquant vouloir « se protéger », alors qu'elle était invitée le même jour par le bureau  du Premier ministre français à participer à une réunion avec d'autres porte-parole à Matignon. Au moment de l'annonce, cinq des huit porte-paroles d'origine démissionnent.

### Ingrid Levavasseur

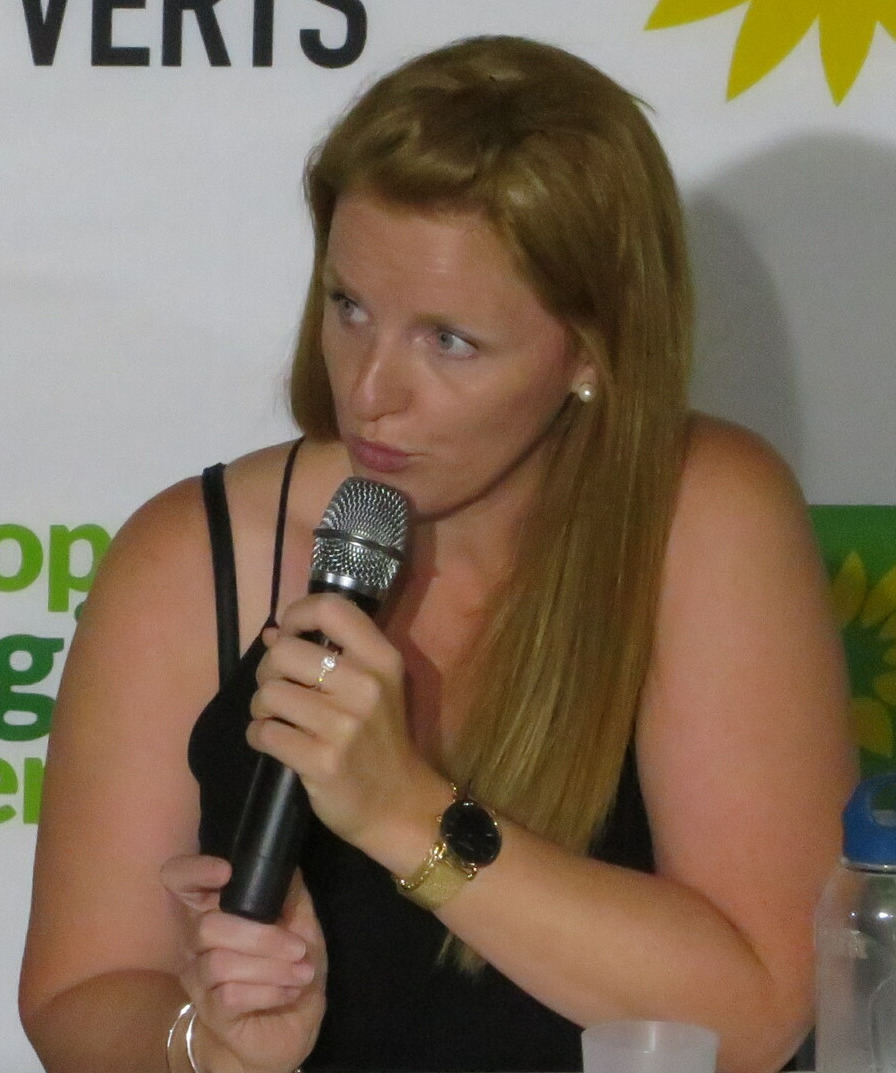
Ingrid Levavasseur aux journées d'été EELV (Toulouse, 22 août 2019).

Ingrid Levavasseur (31 ans au moment des manifestations de 2018) est aide-soignante, mère de deux enfants et personne référente d'une  famille monoparentale. Elle est donc semblable, à ces titres, à une grande partie des femmes Gilets Jaunes, dont la précarité, tant dans leur métier que dans leur situation familiale, est montrée par des études de l'INSEE : une famille sur cinq en France est monoparentale (proportion en forte augmentation sur 30 ans), et ces familles sont plus touchées que la moyenne par le chômage et la pauvreté.
Nommée référente locale de son groupe d'action en Normandie, elle est contestée après des interviews télévisées lors d'une réunion par des manifestants qui lui reprochent d'avoir endossé le rôle de porte-parole. En janvier, elle renonce à participer à l'émission En même temps de BFM TV, cette fois-ci victime d'un déferlement de menaces physiques venant de Gilets jaunes ; ils l'accusaient de trahir le mouvement, la chaîne BFM TV étant particulièrement critiquée par eux.
Elle tente de former, pendant le mouvement des Gilets Jaunes, une liste pour les élections européennes, nommée « Rassemblement d'initiative citoyenne », mais pendant les actes XIII et XIV, elle est continuellement harcelée et menacée par d'autres activistes, qui lui reprochent ses tentatives de politiser le mouvement,,.
Elle abandonne alors son projet politique et crée en avril Racines positives, une association qui se donne pour objectif la création d'un réseau d'accueil pour les familles mono-parentales.
En septembre 2019, elle publie son autobiographie, Rester digne, aux éditions Flammarion.
Lors des élections municipales de 2020, elle est numéro 2 sur une liste de gauche à Louviers et élue conseillère municipale d'opposition.

## Manifestations spécifiques

### Artistes féministes en 2018

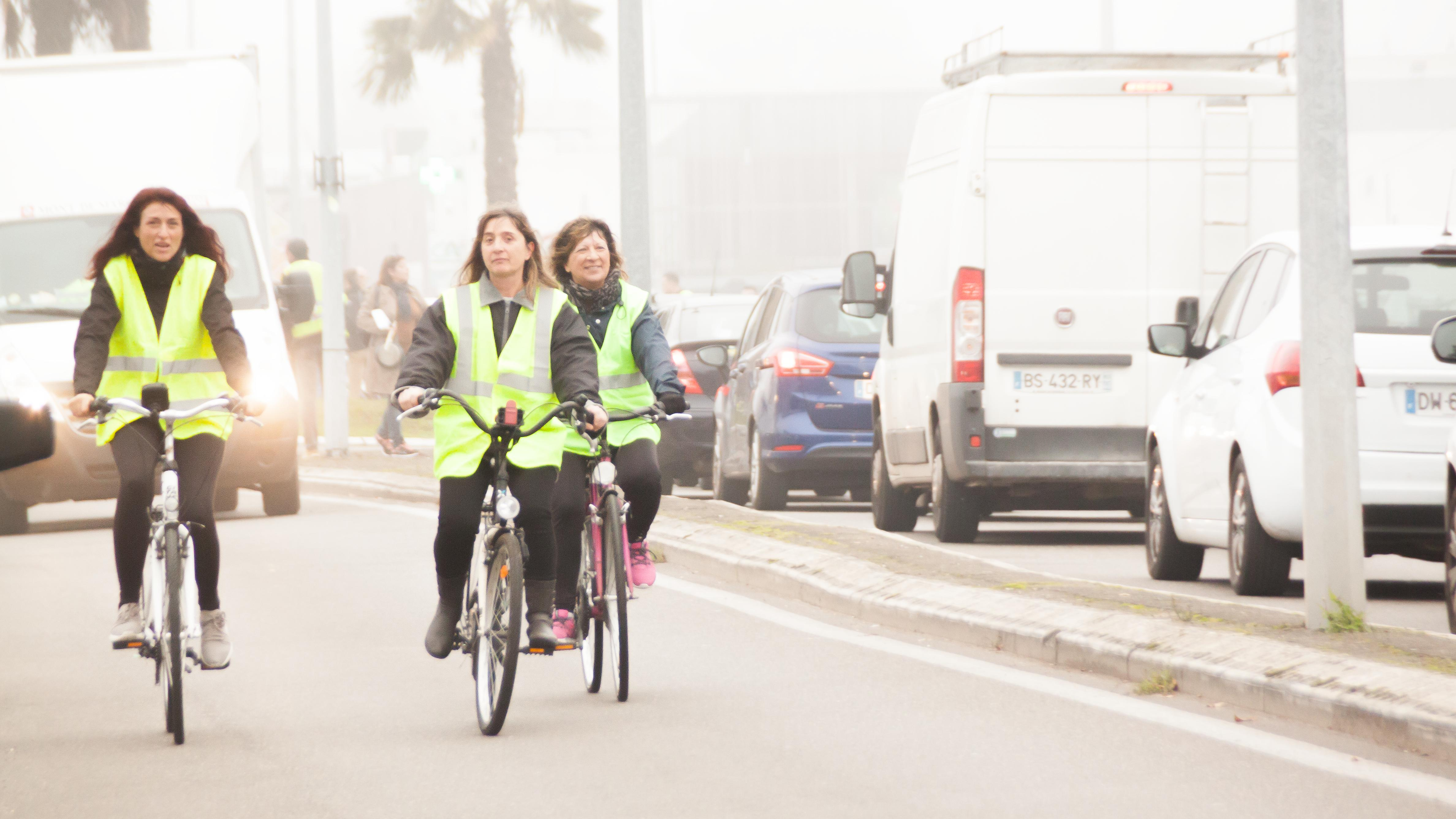
Des femmes à bicyclette lors d'une manifestation de Gilets jaunes à Mont-de-Marsan, le 17 novembre 2018.

Le 15 décembre aux Champs-Élysées, au cours de l'acte V, des femmes organisent une performance. Elles sont déguisées en Marianne, symbole de la République française, et ont les seins nus. L'événement est coordonné par l'artiste Deborah de Robertis, et des membres de Femen y assistent,,.
Lors de cet événement, une photographie de Valéry Hache a attiré l'attention du public vers une femme gendarme mobile faisant immédiatement face aux mariannes de la performance. Cette photographie a reçu un grand écho dans le public : elle suggérait que la véritable image de Marianne était cette gendarme, alimentant ainsi le débat "Forces de l'ordre contre manifestants",.

### Marches de femmes en 2019

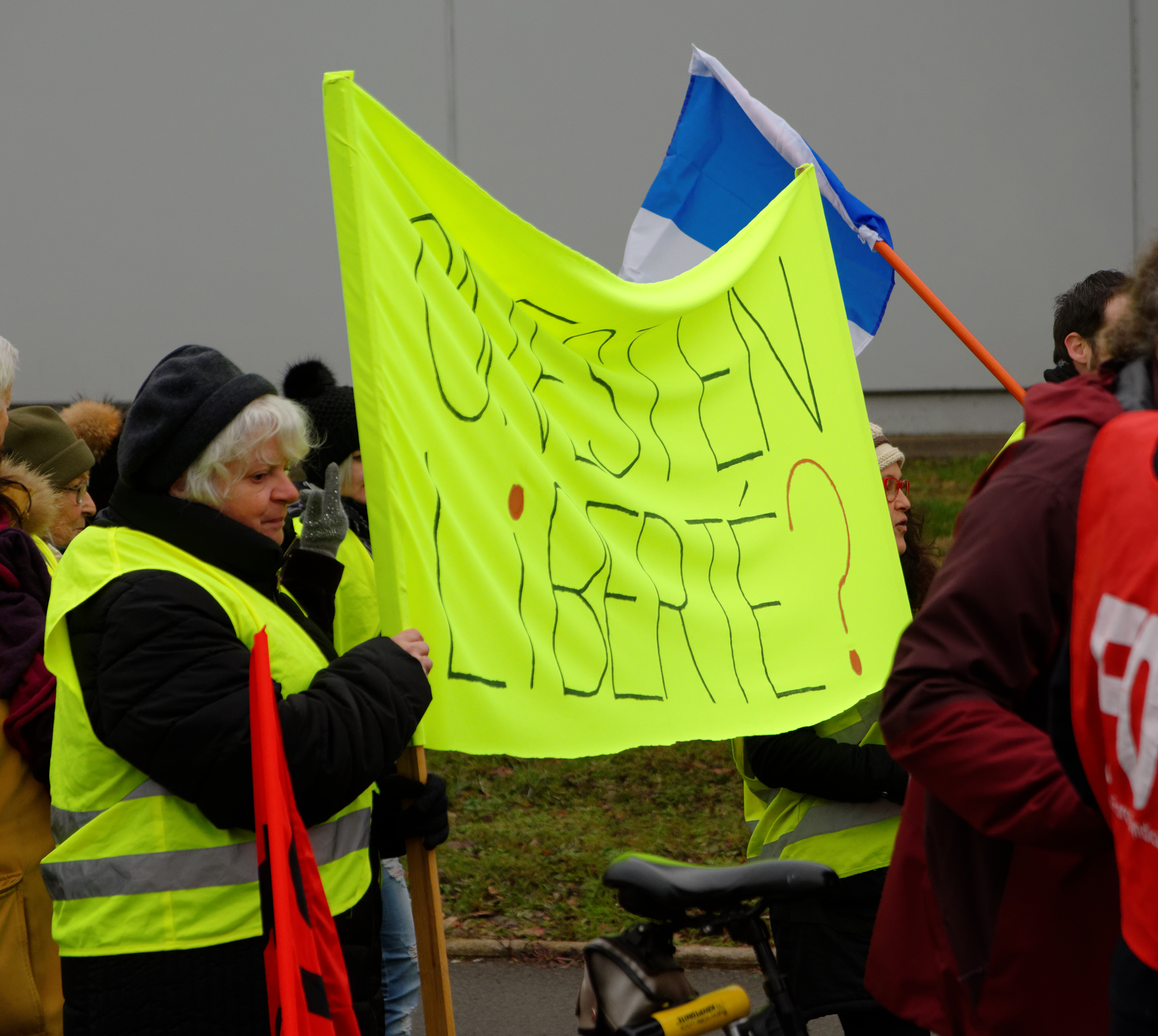
Une femme dans la manifestation des Gilets jaunes à Montbéliard, le 12 janvier 2019.

En 2019 les femmes organisent des marches distinctes, mais associées au mouvement. Ces marches se déroulent en général le dimanche.
La première marche de femmes Gilets jaunes a lieu le 6 janvier, le dimanche,, suivant la manifestation principale. La volonté de promouvoir une image apaisée et moins violente est annoncée. Les organisatrices se distancient du mouvement féministe en déclarant dans une présentation « Nous restons complémentaires et solidaires aux hommes, ce n’est pas une lutte féministe mais féminine ». Toutefois leur mobilisation reflète les idées féministes traditionnelles,,, et des slogans féministes se font entendre comme « Nous sommes femmes, fières, et gilets jaunes et féministes ». Les organisatrices proposent pour ces manifestations l'image d'une femme portant un bonnet phrygien et pleurant des larmes bleues, blanches et rouges,. Des ballons jaunes sont utilisés par les manifestants,. Les femmes dénoncent les violences (entre autres policières) commises lors d'actes antérieurs. Parmi les chants entonnés, il peut être entendu « Macron, t'es foutu, les gonzesses sont dans la rue »,. Avant le début de la manifestation, 11 000 personnes ont indiqué sur Facebook leur volonté de participer. Des marches féminines ont lieu à Paris, Toulouse,, Caen, Lyon, Saint-Étienne, Montceau-les-Mines, Montélimar.
Ce jour-là, la marche parisienne des femmes a débuté près de la tour Eiffel pour se terminer à proximité de la place de la Bastille. Une des fondatrices du mouvement, Ludosky, y a participé. Une participante souligne la volonté de donner la parole aux femmes, et pas forcément de porter des arguments féministes. Dewalle déclare : « Il est beaucoup plus difficile de stigmatiser un mouvement de femmes, de le stigmatiser en tant que raciste, extrémiste, xénophobe, homophobe. Ça ne "matche" pas. Nous voulons donc également renverser l'image que le gouvernement tente de faire de nous. »
Les femmes marchent pour le deuxième dimanche consécutif, le 13 janvier. Les marches ont lieu à Toulouse, Perpignan, Le Mans, Pau et Bordeaux. Quatre-vingt-dix femmes ont participé à Pau, environ 300 au Mans et quelques centaines à Paris. Les organisatrices bordelaises ont estimé à 200 participantes, tandis que la police locale a estimé à 150 participantes la marche locale. Elles sont accompagnées de quelques hommes. La marche de Perpignan était la première marche des femmes gilets jaunes dans cette ville.
Une troisième marche des femmes Gilets jaunes a lieu le 20 janvier 2019,. Le but est toujours de montrer l'implication des femmes dans le mouvement. Un autre objectif affiché est de donner davantage de légitimité au mouvement en mettant en évidence la participation des femmes. Les injustices sociales spécifiques subies par les femmes constituent un élément majeur de cet acte, thème ayant été moins central dans les actes VIII et IX. Plusieurs centaines de femmes y participent  à Paris, Bordeaux et Toulouse. Environ 130 personnes participent à la marche de Toulouse,. Une centaine de femmes défilent à Metz et près de trois-cents femmes à Saint-Brieuc, le visage maquillé pour leur donner un air blessé. Environ 120 hommes et femmes participent à la marche de Bordeaux. Environ trente autres femmes défilent à Creac'h Gwen, un quartier de Quimper. Environ 200 femmes ont participé à la marche parisienne. Une autre a eu lieu dans le Val-d'Oise.
Le 10 février, une marche du dimanche a lieu à Toulon. Les manifestantes formulent des demandes spécifiques au gouvernement concernant les besoins des femmes : l'égalité de rémunération avec les hommes, un âge de la retraite qui ne pénalise pas injustement les femmes qui ont cessé de travailler pour élever leurs enfants, le manque d'hébergement d'urgence, la violence à leur égard. Une autre marche a eu lieu à Avignon avec environ 70 participantes.
Il arrive que des femmes organisent une manifestation un autre jour que le dimanche. Ainsi, à Dole (Jura), le 20 février 2019, principalement pour défendre l'égalité salariale entre femmes et hommes. Des assistantes maternelles s'y sont jointes pour protester contre la réforme de l'assurance chômage (voir Réforme de l’apprentissage, de la formation professionnelle et de l’assurance chômage à l'action ministérielle de Muriel Pénicaud). Des hommes et beaucoup d'enfants participent à la manifestation. Le cortège s'est terminé par un goûter offert aux enfants, montrant que le mouvement concerne leur avenir.
Marlène Schiappa, secrétaire d'État chargée de l'Égalité entre les femmes et les hommes et de la lutte contre les discriminations, titulaire de la fonction de Ministre chargé des Droits des femmes, a annoncé que lors de la Journée internationale de la femme, elle organiserait une conférence inversée offrant aux femmes pauvres et âgées une chance de faire entendre leur voix, ayant constaté à quel point il leur était difficile d'être entendues dans le mouvement des Gilets jaunes selon elle.
Les actions menées par des femmes sous la bannière des Gilets jaunes, souvent en lien avec des organisations féministes, sont très variées. Ainsi, de Montceau-les-Mines et de Le Creusot, en coordination avec Femmes solidaires, certaines sont montées au Sénat participer à la journée du droit des femmes. Elles ont reçu des applaudissements de leurs collègues pour cette démarche, et elles ont exprimé leur satisfaction de l'accueil et de l'écoute des sénatrices et sénateurs.

## Mouvement international
Les femmes ont été inspirées par le mouvement ailleurs dans le monde,. Des femmes ont défilé dans le cadre d'une manifestation des gilets jaunes à Londres, aux côtés de leurs pairs masculins.  Leurs revendications sont parfois différentes de celles de leurs homologues français. Tracy Blackwell marchait pour soutenir la prévention du suicide et prévenir la maltraitance des enfants. Les Gilets jaunes ont inspiré une protestation similaire dans la ville canadienne de Sarnia, avec la création d'une page Facebook intitulée Yellow Vests Canada.  Brittany Studzinsky était un représentant de la section Comté de Sarnia-Lambton.  Des hommes et des femmes de la ville ont manifesté devant l'Hôtel de ville de Sarnia début février 2019 contre le manque de responsabilité du gouvernement, le leadership de Justin Trudeau, le soutien du gouvernement au pacte de l'ONU sur l'immigration et le Taxe sur le carbone. Ils ont également soutenu la construction d'un nouvel oléoduc dans l'ouest du Canada qui irait jusqu'à la côte. En Suisse, la militante syndicale Chloé Frammery a participé au mouvement en France et en Suisse.